# 삼성 몬테
삼성 몬테(Samsung Monte, Samsung S5620)는 삼성전자가 2010년 2월에 출시한 휴대 전화이다.